# Nadleśnictwo Kliniska
Nadleśnictwo Kliniska – nadleśnictwo z siedzibą w Pucku, w województwie zachodniopomorskim. Podlega Regionalnej Dyrekcji Lasów Państwowych w Szczecinie.
W obecnych granicach powstało w 1972 z połączenia dawnych nadleśnictw Kliniska, Wielgowo i południowej części Nadleśnictwa Goleniów.

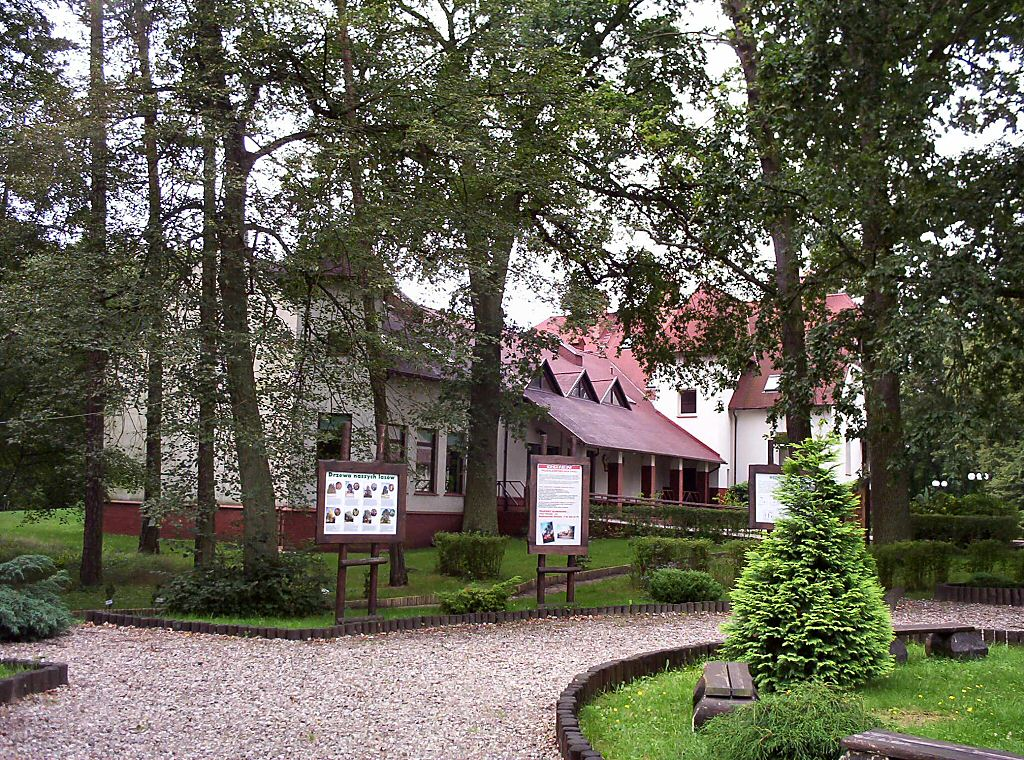
Ośrodek edukacji przyrodniczej przy siedzibie Nadleśnictwa

## Obszar
Nadleśnictwo Kliniska obejmuje zasięgiem terytorialnym obszar 71 412 ha, z czego w zarządzie Nadleśnictwa jest 23 874,89 ha, w tym 23 163,32 ha lasu, który tworzy 108 kompleksów. Głównym kompleksem leśnym jest Puszcza Goleniowska, która zajmuje 90,1% powierzchni Nadleśnictwa.
Grunty leśne Nadleśnictwa położone są na terenie powiatów stargardzkiego, goleniowskiego, gryfińskiego i miasta Szczecin w gminach:
- Goleniów – 12 310,88 ha,
- Kobylanka – 6964,08 ha,
- Maszewo – 193,11 ha,
- Stara Dąbrowa – 284,35 ha,
- Stare Czarnowo – 25,93 ha,
- Stargard – 2722,11 ha,

oraz w miastach:
- Szczecin – 628,23 ha,
- Goleniów – 34,63 ha.

Jest to nadleśnictwo jednoobrębowe, w skład którego wchodzi 13 leśnictw: Jankowo, Zabrodzie, Rurzyca, Pucko, Strumiany, Załom, Poczernin, Sowno, Wielgowo, Cisewo, Niedźwiedź, Morawsko, Bącznik.

## Zasoby leśne
Udział siedlisk leśnych
- 66% – borowe, czyli drzewostany z przewagą gatunków iglastych, najczęściej sosny i świerku,
- 33% lasowe, czyli drzewostany z przewagą gatunków liściastych,
- 1% – olsy, czyli lasy porastające żyzne, bagienne tereny.

Udział gatunków lasotwórczych
- 66% – sosna, modrzew,
- 12% – świerk,
- 7% – dąb, klon, jawor, wiąz, jesion,
- 7% – brzoza,
- 4% – buk,
- 1% – jodła, daglezja,
- 3% – pozostałe.

Średni wiek drzew na terenie Nadleśnictwa to 64 lata.

## Łowiectwo
W lasach żyje ok. 60 proc. z 618 gatunków kręgowców występujących w Polsce. Nadleśnictwo posiada OHZ (Ośrodek Hodowli Zwierzyny), a w nim jelenie europejskie, sarny, dziki, zające, dzikie króliki, dzikie kaczki, słonki. W sezonie łowieckim 2012/2013 zestrzelono łącznie 70 jeleni, 83 sarny i 165 dzików.

## Pomniki przyrody
Pomniki przyrody w Nadleśnictwie Kliniska to: 30 dębów szypułkowych i 1 bezszypułkowy, klon zwyczajny, kasztanowiec biały, aleja dębu czerwonego, aleja dębu szypułkowego, 3 buki pospolite, 6 daglezji zielonych, 2 lipy drobnolistne (w tym lipa „Anna”) oraz źródlisko „Nad brzegiem Strugi Stawnej”.
Według legendy, pod lipą „Anna” Anna Jagiellonka i Bogusław X Wielki przyjmowali polskich posłów. Drzewo znajduje się przy siedzibie Nadleśnictwa Kliniska. Jego wiek w 2019 roku wynosił 465 lat.

## Edukacja
Obok budynku Nadleśnictwa znajduje się Ośrodek Edukacji Przyrodniczo Leśnej w Kliniskach.